# Cnemidophorus vacariensis
Cnemidophorus vacariensis är en ödleart som beskrevs av  Feltrim och LEMA 2000. Cnemidophorus vacariensis ingår i släktet Cnemidophorus och familjen tejuödlor. IUCN kategoriserar arten globalt som otillräckligt studerad. Inga underarter finns listade i Catalogue of Life.